# John Bailey (cầu thủ bóng đá, sinh năm 1950)
John Stephen Bailey (sinh ngày 30 tháng 7 năm 1950) là một cựu cầu thủ bóng đá người Anh thi đấu ở vị trí wing half ở Football League cho Swindon Town và ở bóng đá non-league cho Cheltenham Town. Ông là chủ tịch của Didcot Town từ năm 1995.